# مفاعل حيوي حزازي

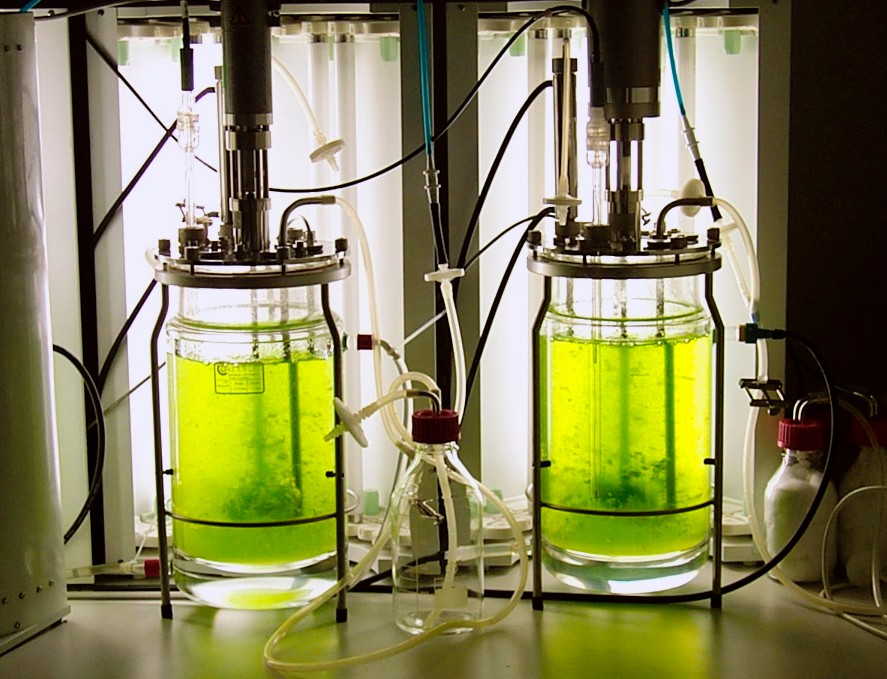
صورة لمفاعل حيوي حزازي

المفاعل الحيوي الحزازي هو مفاعل حيوي ضوئي يُستخدم في زراعة وتكاثر الحزازيات. وعادةً ما تستخدم المفاعلات الحيوية الحزازية في الزراعة الجزيئية لإنتاج البروتين المؤشب باستخدام الحزازيات المعدلة وراثيًا.
والحزازيات هي كائنات ضوئية ذاتية التغذية رخيصة للغاية تم الاحتفاظ بها في المختبر لأغراض بحثية منذ بداية القرن العشرين.
تم تطوير أول مفاعلات حيوية حزازية للنموذج الحي فيسكوميتريلا باتينت في التسعينيات، حتى تتماشى مع معايير السلامة المتعلقة بمعالجة الكائنات المعدلة وراثيًا، وللحصول أيضًا على كتلة حيوية كافية للأغراض التجريبية.

## المبدأ الوظيفي
تستخدم المفاعلات الحيوية الحزازية في زراعة الحزازيات في مزرعة معلقة في وسط سائل هائج وهوائي. وتُحفظ المزرعة تحت الإضاءة، في درجة حرارة وقيمة أس هيدروجيني ثابتتين. يحتوي وسط المزرعة - الذي يكون غالبًا أقل ما يمكن - على جميع المغذيات والمعادن اللازمة لنمو الحزازيات.
ولضمان تحقيق أقصى معدلات النمو، يتم الاحتفاظ بالحزازيات في مرحلة الخيط الأولي البروتونيما عن طريق التمزيق الميكانيكي المستمر، باستخدام شفرات دوارة على سبيل المثال. وبمجرد أن تصل كثافة المزرعة إلى حدٍ معين، يساعد نقص المواد المغذية وزيادة تركيز الهرمونات النباتية في الوسط على تمايز البروتونيما وتحولها إلى نبات مشيجي يافع. وعند هذه النقطة يجب أن يتم تخفيف المزرعة بوسط جديد؛ إذا كان من المتوقع استخدامها مرة أخرى.
ويمكن أن يتكيف هذا المبدأ الأساسي مع مختلف أنواع وأحجام المفاعلات الحيوية، طبقًا للنتيجة المرغوبة. فعلى سبيل المثال، قد تتكون غرفة الزراعة من عمود أو أنبوب، أو أكياس بلاستيكية قابلة للاستبدال.

## إنتاج المواد الصيدلية الحيوية
تم بالفعل إنتاج العديد من المواد الصيدلية الحيوية باستخدام المفاعلات الحيوية الحزازية. وبشكل مثالي، يمكن تنقية البروتين المؤشب من وسط المزرعة. ومن أمثلة هذا الأسلوب الإنتاجي؛ عامل البروتين إتش: وهو جزيء يعمل كجزء من جملة المتممة البشرية. وترتبط العيوب الموجودة في الجين المتماثل ببعض الأمراض البشرية مثل أمراض الكلى واضطرابات الشبكية الشديدة. وتم إنتاج عامل البروتين إتش المؤشب النشط حيويًا في المفاعل النووي الحزازي للمرة الأولى في عام 2011.